# 霍尔茨海姆
霍尔茨海姆是德国莱茵兰-普法尔茨州的一个市镇。总面积4.99平方公里，总人口856人，其中男性430人，女性426人（2011年12月31日），人口密度172人/平方公里。